# Gustaf Rudolf Prytz

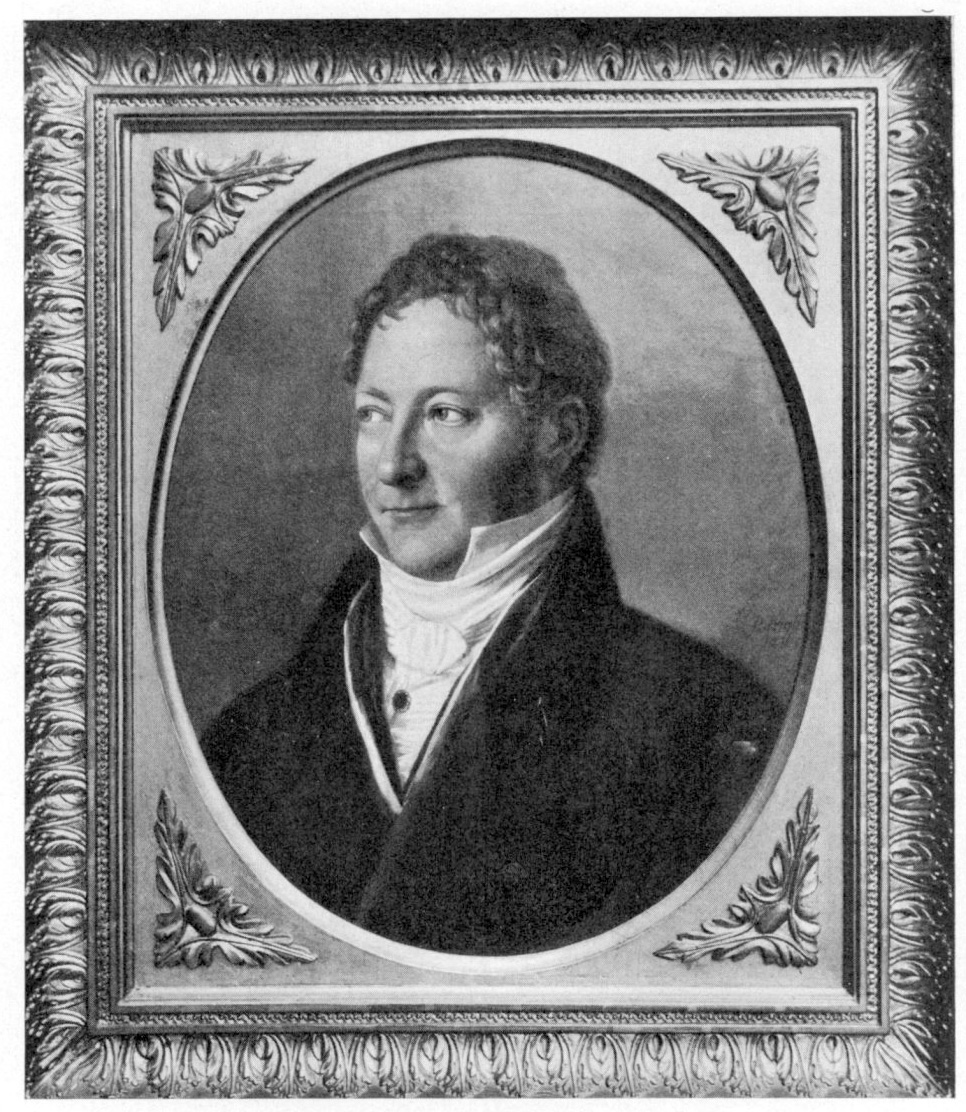
Gustaf Rudolf Prytz. Oljemålning 1827.

Gustaf Rudolf Prytz, född 25 maj 1776 i Göteborg, död där 26 november 1861, var en svensk grosshandlare och riksdagsledamot.

## Biografi
Gustaf Rudolf Prytz var son till landskamrerare Magnus Prytz på Stora Torp. Sedan 1806 var han gift med Catharina Elisabeth Broms och var far till August Prytz, Adolf Prytz och Carl Gustaf Prytz.
År 1802 grundade Prytz tillsammans med barndomsvännen Gustaf Henrik Ekman firma Ekman & Co, som drev handel med järnvaror och skeppsrederi. När kompanjonerna separerade bildade Prytz 1817 egen grosshandelsfirma. År 1806 blev han medlem i handelssocieteten och var 1818–1824 dess ordförande. År 1823 blev han riksdagsman.
Efter 1802 års brand uppfördes fastigheten Västra Hamngatan 8 för Prytz.